# HAS2-AS1
HAS2-AS1 — довга некодуюча РНК (lncRNA) гіалуронансинтаза-2 антисмислової-1 (HAS2-AS1), яка належить до класу природних антисмислових транскриптів.  Відіграє важливу роль в регуляції експресії гена HAS2 та продукції гіалуронової кислоти.
Гіалуронова кислота відіграє важливу роль в підтримці гомеостазу, проте також є докази участі в розвитку деяких патологічних процесів, таких як старіння, онкологія, фіброз, судинні захворювання. Останні дослідження вказують на певну потенційну  патологічну роль ГК в розвитку інтерстиційного набряку легень при COVID-19.

## Вплив HAS2-AS1 на синтез гіалуронової кислоти
Гіалуронова кислота синтезується у ссавців трьома ізоферментами — гіалуронатсинтетазами (HAS1, HAS2 и HAS3) Ймовірніше за все, ведучу роль серед всіх HA-синтетаз відіграє HAS2, завдяки своїм тонко регулюючими каталітичними особливостями та його значній експресії в порівнянні із іншими HAS. Експресія HAS2 регулюється багатьма факторами, серед яких є трансформуючий фактор росту бета (TGF-β), інсуліноподібний фактор росту (IGF), фактор росту фібробластів (FGF) та простогландинами. Синтез HAS2 також регулюється фактором некрозу пухлин, вітаміном D та саліцилатом. На активність HAS2 та його протеасомну деградацію впливають певні посттрансляційні модификації. Цікаво, що в ендотеліальних клітинах судин HAS2 може бути розщепленим завдяки аутофагії, яка викликана недостатністю поживних речовин або інгібуванням mTOR. На функціонування HAS2 й накопичення HA впливає доступність цитозольних субстратів, на приклад, UDP-GlcNAc та UDP-GlcUA, які можуть мати значну роль при метаболічних змінах, зумовлених онкологічними захворюваннями, цукровому діабеті та іншими патологіями.
Саме HAS2-AS1 бере участь у регуляції експресії гена HAS2 та продукції гіалуронової кислоти.

## HAS2-AS1 та онкологія
Більшість даних отримано про роль HAS2-AS1 у патологічних станах, таких як онкологія та судинних захворювань.
Наприклад, надмірна експресія HAS2-AS1 в клітинах остеосаркоми знижує транскрипти HAS2, тоді як його експресія при плоскоклітинному раку порожнини рота є суттєвою для транскрипції HAS2 та інвазивності, спричиненої гіпоксією.
HAS2-AS1 також можна використовувати як прогностичний фактор для клінічного результату при пухлинах головного мозку. Як було продемонстровано нещодавно в 2019 році, експресія HAS2-AS1 вища у пацієнтів із поширеною гліомою або з великою пухлиною, що корелює з коротшим виживанням при вільному захворюванні та загальним часом виживання. Також показано, що HAS2-AS1 відіграє роль у регуляції життєздатності, міграції та інвазії клітин гліоми через шлях фосфоінозитид-3-кінази/протеїнкінази B (PI3K/AKT).
Природний антисмисловий HAS2 працює як онкоген у гліомах, регулюючи рівні експресії мікроРНК-608 цільової мРНК фосфорибозилпірофосфат-синтетази 1 (PRPS1) і, нарешті, посилюючи інвазію пробластної гліоматозної мультиплікації клітини [121]. Подібне дослідження повідомляє, що в клітинах GBM HAS2-AS1 може регулювати експресію мРНК енхансер гомолога 2 (EZH2) за допомогою губчастої мікроРНК-137, таким чином сприяючи міграції та інвазії клітин гліоми і припускаючи можливий молекулярний механізм, що лежить в основі метастазування гліоми.

## Роль HAS2-AS1 в умовах гіпоксії
Дослідники пояснюють зв'язок прогресування раку через підвищений вплив HAS2-AS1 при гіпоксії.
Пухлини, як правило, характеризуються високою швидкістю проліферації, що дозволяє пухлинній масі розвиватися швидше, ніж судинна мережа; це призводить до утворення пухлинної ніші, яка виснажена васкуляризацією та дефіцитом кисню (гіпоксія). Гіпоксія є однією з подій, що сприяють клітинній адаптації під час прогресування раку, включаючи перехід на анаеробний метаболізм, підвищену генетичну нестабільність, сприяння ангіогенезу, активацію інвазивного росту, епітеліального переходу в мезенхімальний (EMT), хіміорезистентність і збереження клітин-попередників. Основними подіями, що опосередковують усі ці адаптивні реакції на гіпоксію, є стабілізація та активація факторів, індукованих гіпоксією (HIFs), особливо HIF-1α. Цікаво, що аналіз мікрочипів, проведений з порівнянням плоскоклітинного раку порожнини рота в нормоксичних та гіпоксичних станах, показав аберантну експресію HAS2-AS1 у другому стані, що свідчить про зв'язок між HAS2-AS1 та гіпоксією. Цікаво, що виробництво HA та експресія С можуть стимулюватися в умовах гіпоксії, оскільки промотор HAS2-AS1 містить елемент, що реагує на гіпоксію (HRE), який реагує на HIF-1α, врешті-решт, сприяючи EMT.
Це твердження про роль гіпоксії в стимулюванні експресії HAS2-AS1 підкріплює гіпотезу щодо причин появи великої кількості гіалуронату у хворих на COVID-19.
Крім того, підвищена експресія HAS2, має прямий зв'язок із важким фіброзом.